# Charnay-lès-Mâcon
Charnay-lès-Mâcon é uma comuna francesa na região administrativa de Borgonha-Franco-Condado, no departamento Saône-et-Loire. Estende-se por uma área de 12,56 km². Em 2010 a comuna tinha 7 864 habitantes (densidade: 626,1 hab./km²).